# Vijaydan Detha
Vijaydan Detha (Rajastão, 1 de setembro de 1926 — 10 de novembro de 2013) foi um escritor indiano.

## Principais obras
- Usha, 1946
- Bapu ke teen hatyare, 1948
- Column in Jwala Weekly, 1949–1952
- Sahitya aur samaj, 1960
- Anokha Ped
- Phoolwari, 1992
- Chaudharain Ki Chaturai, 1996
- Antaral, 1997,
- Sapan Priya, 1997,
- Mero Darad Na Jane Koy, 1997
- Atirikta, 1997
- Mahamilan, 1998
- Priya Mrinal, 1998